# وست‌ورلد (فیلم)
وست‌ورلد یا دنیای غرب (انگلیسی: Westworld) فیلمی در ژانر اکشن، مهیج و علمی–تخیلی به کارگردانی مایکل کرایتون است که در سال ۱۹۷۳ منتشر شد.

## بازیگران
- یول برینر
- ریچارد بنجامین
- جیمز برولین
- آلن اوپنهایمر
- ویکتوریا شا
- دیک وان پاتن
- استیو فرنکن
- ماژل برت